# 歙县路
歙县路，安徽省合肥市包河区的一条城市次干道，得名自歙县。道路东起历口路，西至马鞍山路。沿路有安徽经济管理学院东区、安徽审计职业学院老校区等。

## 轨道交通
- █ 1号线：葛大店站